# Pierre Hunt
Pour les articles homonymes, voir Hunt.
Pierre Hunt, né le 3 septembre 1925 à Paris 16e et mort le 20 juillet 2021, à Paris 15e, est un diplomate français, ambassadeur de France.

## Biographie
Pierre Hunt naît le 3 septembre 1925 à Paris. Son père est d'origine britannique et a fait faillite à la suite du krach de 1929.
Pendant la seconde guerre mondiale, il est élève au lycée Jeanson-de-Sailly de Paris où il se lie d'amitié avec Valéry Giscard d'Estaing. Après la guerre, il étudie à l'École nationale de la France d'outre-mer et à l'École nationale des langues orientales vivantes. En 1946, âgé de seulement 21 ans, il est nommé administrateur civil dans le protectorat d’Annam. En 1951, il est muté à Hanoï auprès du général de Lattre de Tassigny, comme responsable de la presse du chef du corps expéditionnaire français. La guerre d'Indochine le convainc de la nécessité de la décolonisation.
En 1956, il intègre le ministère des Affaires étrangères. Il est affecté au Maroc en 1958 où il devient chef du service d'information de l'ambassade.
En 1963, il rejoint à Paris Alain Peyrefitte au ministère de l'Information où il assure la liaison avec le Quai d'Orsay dont il devient en 1965 sous-directeur des services de presse et de l'information avant de devenir conseiller auprès du ministre de l'Information, Joël Le Theule.
Après le référendum de 1969, il est appelé à participer à la réforme de l'information publique voulue par le Premier ministre Chaban-Delmas qui créée un comité interministériel de l'information, dont il devient le secrétaire général, assurant la liaison avec l'ORTF devenue indépendante. Il est mis fin à ses fonctions en 1972.
Il est nommé ambassadeur au Congo Brazzavile la même année puis ambassadeur en 1976 à Madagascar,. En mars 1978, il est rappelé par le président Giscard d'Estaing dont il fut camarade de lycée, et devient le porte-parole de l'Élysée, poste qu'il occupe pendant 2 ans. En octobre 1978, il doit gérer l’embarrassante affaire des diamants de Bokassa.
En 1980, il est nommé ambassadeur en Tunisie puis en 1985 en Égypte puis en 1989, au Portugal. La même année, il est élevé à la dignité d'ambassadeur de France.
Il quitte le service actif en 1990.
En 1998, il est commissaire de l'année France-Égypte, et promu au grade de commandeur de la Légion d'honneur par le président Chirac.
Par ailleurs, Pierre Hunt est président de l'Association du Souvenir d'Habib Bourguiba. Il a consacré des articles à l'information publique en France. Avec un groupe d'anciens diplomates, il a pris position à plusieurs reprises sur la question israélo-palestinienne, plaidant pour la reconnaissance par la France d’un véritable État palestinien et dénonçant selon lui « l’accaparement systématique des terres palestiniennes par la colonisation israélienne, la mainmise grandissante sur Jérusalem et l’état de siège permanent à Gaza »..

## Décoration
- Commandeur de la Légion d'honneur
- Croix de guerre des Théâtres d'opérations extérieurs